# Jan Kro
Jan Kro Johannes Kro de Kotsebus (ur. ok. 1350 w Chociebużu, zm. 9 lutego 1454) – lekarz, rektor Akademii Krakowskiej, kanonik wrocławski.

Dokument wystawiony przez Jana Kro, rektora, magistra sztuk i doktora medycyny oraz innych magistrów i doktorów Uniwersytetu Krakowskiego (fundacja nowej kolegiatury, 1420 r.).

Studiował na Uniwersytecie Karola w Pradze, gdzie w 1404 uzyskał tytuł bakałarza, a w 1408 magistra nauk wyzwolonych. W kwietniu 1413 zapisał się na studia medyczne na Uniwersytecie Wiedeńskim, które ukończył w 1416 uzyskując tytuł doktora medycyny. W 1419 został wybrany rektorem Akademii Krakowskiej jako pierwszy lekarz na tym stanowisku. Po wyjeździe z Krakowa ok. 1435 został kanonikiem kapituły w katerze św. Jana we Wrocławiu. W 1438 był też kanonikiem w Głogowie, posiadał tam własny dom gdzie rozstrzygano sprawy sporne kapituły głogowskiej.